# Juliusz Kolmer
Juliusz Klemens Kolmer (ur. 8 listopada 1868 w Kosowie, zm. 1941) – doktor medycyny, tytularny generał brygady Wojska Polskiego.

## Życiorys
Juliusz Klemens Kolmer urodził 8 listopada 1868 roku w Kosowie, ówczesnym mieście powiatowym Królestwa Galicji i Lodomerii, w rodzinie Edwarda, sekretarza Starostwa w Czortkowie, i Leontyny z Truszów. W 1890 roku złożył maturę w gimnazjum w Brzeżanach. W 1891 roku rozpoczął służbę w cesarskiej i królewskiej armii. W 1897 roku ukończył studia medyczne na Uniwersytecie Jagiellońskim w Krakowie. W latach 1898–1899 pełnił służbę w cesarskiej i królewskiej Marynarce Wojennej, w randze X - lekarza korwety (niem. Corvetten Arzt) ze starszeństwem 1 listopada 1898 roku. Awansował na lekarza pułku 1. klasy (niem. Regimentsarzt 1. Klasse) ze starszeństwem z 1 listopada 1901 roku. W latach 1907–1910 pełnił służbę w c. i k. 31 pułku artylerii polowej w Stanisławowie na stanowisku lekarza pułku. W lutym 1914 roku pełnił służbę w Komendzie Okręgu Uzupełnień Kołomyja na stanowisku lekarza, pozostając w ewidencji c. i k. 24 pułku piechoty. 11 listopada 1918 roku awansował na starszego lekarza sztabowego 2. klasy (niem. Oberstabsartzt 2. Klasse.
6 lutego 1919 roku został przyjęty do Wojska Polskiego z byłej armii austro-węgierskiej, z zatwierdzeniem posiadanego stopnia podpułkownika lekarza. Komendant Szpital Załogi w Piotrkowie. 23 lutego 1920 roku został przeniesiony na stanowisko komendanta Szpitala Zapasowego Nr 2 we Lwowie.
1 czerwca 1921 roku pełnił służbę na stanowisku komendanta Szpitala Wojskowego Nr 5 we Lwowie, a jego oddziałem macierzystym była wówczas Kompania Zapasowa Sanitarna Nr 6 we Lwowie. 3 maja 1922 roku został zweryfikowany w stopniu pułkownika ze starszeństwem z dniem 1 czerwca 1919 roku i 52. lokatą w korpusie oficerów sanitarnych, grupa lekarzy, a jego oddziałem macierzystym w dalszym ciągu była Kompania Zapasowa Sanitarna Nr 6 we Lwowie. Następnie pełnił służbę na etacie przejściowym komendanta Zakładu Leczniczo-Protezowego dla Inwalidów Wojennych we Lwowie, pozostając oficerem nadetatowym 6 batalionu sanitarnego we Lwowie. 21 grudnia 1925 roku Prezydent RP Stanisław Wojciechowski nadał mu stopień, wyłącznie z prawem do tytułu, generała brygady z dniem przeniesienia w stan spoczynku – 28 lutego 1926 roku.
Na emeryturze mieszkał we Lwowie. Ostatnio przy ulicy Oficerskiej 24a. W kwietniu 1940 roku został aresztowany przez Sowietów i osadzony w więzieniu „Brygitki”. Prawdopodobnie zmarł wiosną 1941 roku (żył jeszcze w lutym) albo zginął w końcu czerwca 1941 roku, w masakrze więźniów dokonanej przez NKWD przed zajęciem Lwowa przez Niemców.
Juliusz Kolmer był żonaty z Adelą ze Starczewskich, z którą miał synów: Janusza i Andrzeja Jerzego.
Janusz Kolmer urodził się w 1904 roku. Był studentem Wydziału Prawa Uniwersytetu Jana Kazimierza we Lwowie i Wyższej Szkoły Handlu Zagranicznego we Lwowie oraz założycielem Polskiej Korporacji Akademickiej „Znicz” we Lwowie. Po II wojnie światowej pozostał na emigracji w Wielkiej Brytanii.
Andrzej Kolmer urodził się 30 listopada 1906 roku w Zaleszczykach. Był absolwentem Wydziału Prawa Uniwersytetu Jana Kazimierza we Lwowie, magistrem i adwokatem we Lwowie. Mieszkał przy ulicy Oficerskiej 24a. Deportowany w głąb ZSRR. Pełnił służbę w Armii Polskiej na Wschodzie, w stopniu kanoniera. Zmarł 26 stycznia 1943 roku na tyfus po przejściu granicy perskiej. Pochowany na polskim cmentarzu w Teheranie (grób nr 389).

## Ordery i odznaczenia
- Krzyż Jubileuszowy Wojskowy
- Krzyż Pamiątkowy Mobilizacji 1912–1913
- Brązowy Medal Jubileuszowy z 1898 „Signum Memoriae” (niem. Jubiläums-Erinnerungsmedaille)